# Agentur C
Die Agentur C (früher: Agentur für Christus) ist ein Schweizer Verein, der unter anderem mit Plakaten und Inseraten für den christlichen Glauben wirbt.

## Geschichte
Der Verein wurde 1985 vom Inhaber der Reinigungsmittelfirma Sipuro AG in Münsingen, Heinrich Rohrer (1921–1998), gegründet. Laut Eigenangaben hatte die Agentur 1991 rund 4000 Unterstützer. Als Rohrer 1998 starb, hatte Bruno Jordi die Leitung des Vereins bereits vier Jahre zuvor übernommen. Seit Mitte der 2000er-Jahre wird der Verein von Peter Stucki präsidiert.

## Aktivitäten

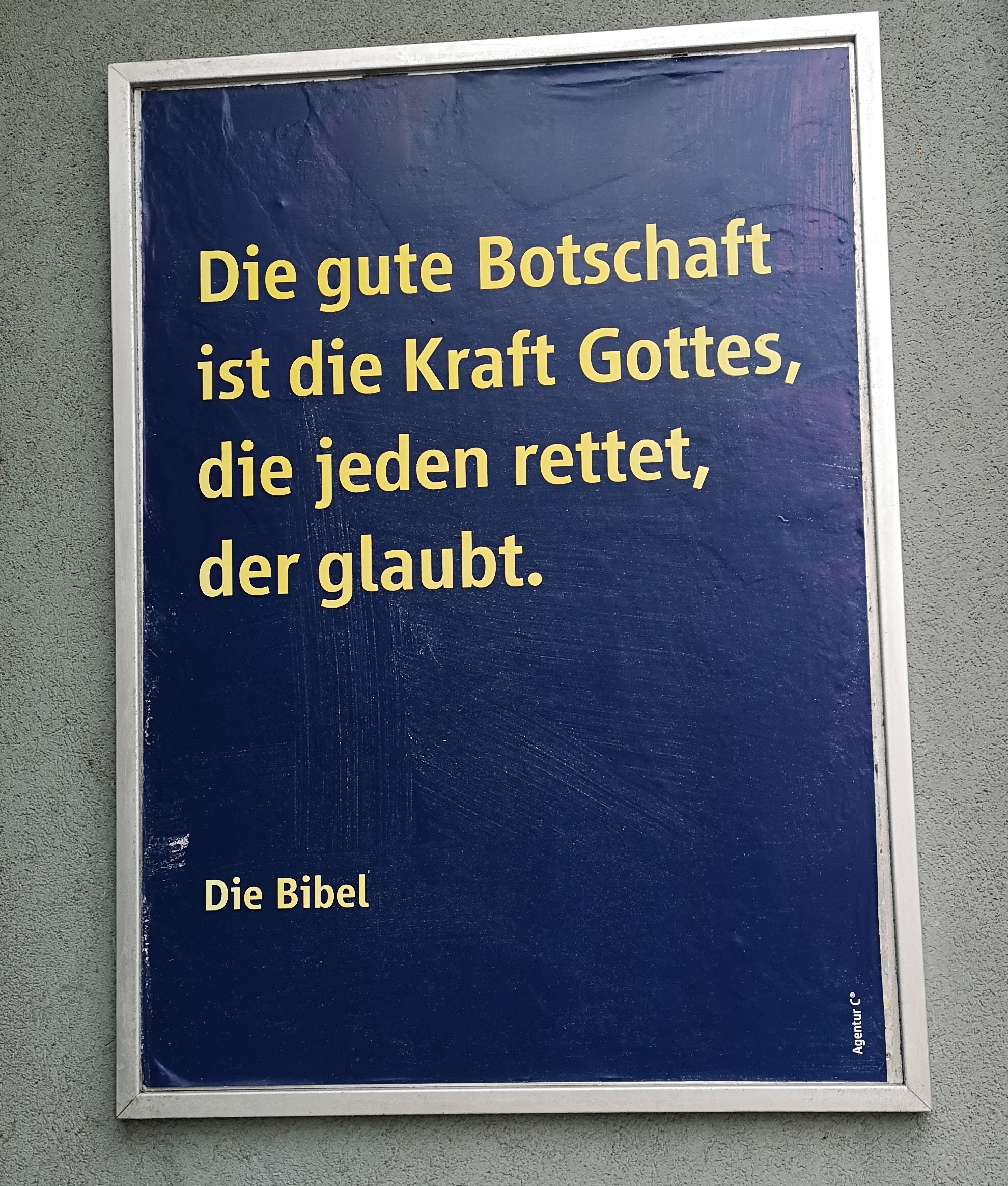
Ein Plakat der Agentur C (2023) (Römer 1,16 EU).

In der Schweizer Öffentlichkeit ist die Agentur C seit 1999 mit gelben Bibelversen auf dunkelblauem Grund präsent. Diese sind neben Plakatwänden unter anderem auch auf Bussen zu sehen. Der Verein versendet auch Gratisbibeln. Er finanziert sich ausschliesslich über Spenden und ist nach eigenen Angaben überkonfessionell.

## Rezeption
2015 tauchte im bernischen Emmental ein Plakat auf mit der Aufschrift «Du, Gott, zeigst mir den Weg, der zum Leben führt» (Psalm 16,11 ), darunter stand in weisser Schrift: «Debora: geheilt von Magersucht.» Die Botschaft wurde von Betroffenen von Essstörungen kritisiert. Peter Stucki, Präsident der Agentur C, verteidigte die Plakatserie mit der Begründung, dass es sich dabei um Tatsachenberichte handle und es sich bei den Bibelversen um ein «Angebot an alle Menschen» handle «sich mit Gott und der Bibel zu befassen». Bereits 2006 hing vor dem Inselspital in Bern ein Plakat mit dem Bibelvers «Der Gottlose hat viele Plagen; wer dem Herrn vertraut, wird seine Güte erfahren» (Psalm 32,10 ). Kommentatoren unterstellten der Agentur, damit Schuldgefühle bei den Patienten auslösen zu wollen.
Der Bieler SP-Stadtrat Mohamed Hamdaoui kritisierte die Kampagne aus säkularer Perspektive und wollte ein Verbot der Werbung der Agentur auf städtischen Bussen prüfen lassen. Diese Kritik wurde wiederum von rechtsbürgerlichen Kreisen zum Anlass genommen, Hamdaoui wegen seines muslimischen Hintergrundes anzugreifen. Ein Verbot konnte rechtlich nicht umgesetzt werden, da Religionspolitik Kantonsangelegenheit ist. 2023 weigerte sich der Thuner Verkehrsbetrieb STI Bus AG Werbung der Agentur C auf ihren Bussen zu platzieren und legten der Agentur C auch keine anfechtbare Verfügung vor. Der Anwalt der Agentur C beschwerte sich schliesslich beim Amt für öffentlichen Verkehr und Verkehrskoordination des Kantons Bern, welches sich nicht als zuständig betrachtete. Auch das Bundesamt für Verkehr sah sich nicht für die Rechtsverweigerungsbeschwerde zuständig und verwies an das Bundesverwaltungsgericht, welches die Beschwerde im Oktober 2024 aufgrund der abgelaufenen Frist abwies. Ein Weiterzug vor das Bundesgericht blieb möglich.
Hugo Stamm kritisierte in seiner Kolumne auf Watson die Kampagne als «naiv» und «missionarisch». Er schätzte, dass sie «schon Hunderttausende von Franken verschlungen» habe.